# Bryum tepintzensa
Bryum tepintzensa là một loài rêu trong họ Bryaceae. Loài này được Besch. ex Müll. Hal. mô tả khoa học đầu tiên năm 1900.